# گاه‌شماری زمین
گاه‌شماری زمین یا ژئوکرونومتری (به انگلیسی: Geochronometry)، شاخه‌ای از چینه‌شناسی با هدف اندازه‌گیری کمی از زمان زمین‌شناسی است.

## تاریخچهٔ مختصر
اندازه‌گیری زمان زمین‌شناسی، یک مشکل طولانی مدت زمین‌شناسی است. هنگامی که زمین‌شناسی در آغاز خود بود، مشکل اصلی چینه‌شناسان یافتن روشی قابل اعتماد برای اندازه‌گیری زمان بود. در قرن هجدهم و در طول سال‌های قرن نوزدهم، ایده‌های زمان زمین‌شناسی برای برآوردهای سِن زمین شامل کل محدوده آن، بحث‌برانگیز بود.
چارلز داروین، سن زمین را از ۶۰۰۰ سال به ۳۰۰ میلیون سال برآورد کرد که احتمالاً به حقیقت نزدیک تر است، زیرا او باور داشت که تکامل زندگی بشر، زمان زیادی لازم داشته‌است.